# Chelsea Dungee
Chelsea Dungee, née le 11 mai 1997 à Sapulpa dans l'Oklahoma, est une joueuse professionnelle américaine de basket-ball évoluant au poste de meneur.

## Biographie

### Carrière junior et universitaire
Chelsea Dungee a joué deux ans à l’école secondaire de Preston, à Preston, en Oklahoma, et à l’école secondaire de Sapulpa, à Sapulpa, en Oklahoma. Pendant son séjour à Preston, elle a aidé l’équipe au championnat d’état AA de classe OSSAA, avec une moyenne de plus de 25 points par match. Après sa deuxième saison, elle a été nommée Gatorade State Player of the Year (joueuse d’État de l’année pour l’État de l’Oklahoma).
Dungee a joué sa première saison à l'université de l'Oklahoma avec les Sooners de l'Oklahoma avant de se déplacer à l’université de l'Arkansas avec les Razorbacks de l'Arkansas pour ses trois dernières saisons universitaire. Elle a été nommée « All-American » par l’Associated Press et la WBCA en tant que sénior,.

### Carrière professionnelle

#### En club
Chelsea Dungee est sélectionnée en 5e position lors de la draft WNBA 2021 par les Wings de Dallas.
Elle dispute son premier match le 15 mai 2021 face aux Sparks de Los Angeles en jouant 2 minutes et réalisant son record en carrière avec 3 points. Elle dispute ensuite dix matchs d'affilée sans marquer le moindre point et égal son record en carrière le 8 septembre 2021 face au Sun du Connecticut. Elle termine la saison WNBA 2021 avec 14 matchs disputés pour des moyennes par match de 0,6 point, 0,2 rebond et 0,1 passe décisives en un peu plus de 4 minutes de jeu. Elle dispute également une minute de jeu lors du premier tour des playoffs WNBA 2021.
En octobre 2021, elle rejoint la Turquie et s'engage avec Galatasaray SK. En novembre 2021, elle s'engage en Australie avec les Sydney Flames pour compenser la blessure de Leaonna Odom. Le 24 décembre 2021, elle est libérée par le club australien. Durant ces trois mois, elle dispute 2 matchs de championnat et 4 match d'Euroligue avec Galatasaray SK et 3 matchs avec les Sydney Flames.
En 2022, elle met un terme à sa carrière de joueuse.

#### En équipe nationale
Avec l'équipe des Etats-Unis féminine des moins de 16 ans, elle remporte la médaille d'or au Championnat des Amériques féminin de basket-ball des moins de 16 ans 2013 à Cancún.

### Carrière d'entraîneur
A partir 2022, Chelsea Dungee devient assistante du coach de l'équipe féminine de basket-ball des Trojans de Troy au sein de l'université de Troy. Elle débute son nouveau rôle au début de la saison NCAA 2022-2023.

## Palmarès et Distinctions

### Palmarès
- Vainqueur du Championnat des Amériques féminin de basket-ball des moins de 16 ans (2013)

### Distinctions personnelles
- Gatorade State Player of the Year (2014)
- Big 12 All-Freshman Team (2017)
- WBCA All-American (2021)
- Third-team All-American – AP, USBWA (2021)
- First-team All-SEC (2021)

## Statistiques

### En universitaire
| Gras/Meilleures performances | [ 13 ] |

| Saison                    | Équipe                    | MJ                                                   | M5                                                   | Min                                                  | %T                                                   | %3                                                   | %LF                                                  | Rb                                                   | PD                                                   | Int                                                  | Ctr                                                  | BP                                                   | F                                                    | Pts                                                  |
| ------------------------- | ------------------------- | ---------------------------------------------------- | ---------------------------------------------------- | ---------------------------------------------------- | ---------------------------------------------------- | ---------------------------------------------------- | ---------------------------------------------------- | ---------------------------------------------------- | ---------------------------------------------------- | ---------------------------------------------------- | ---------------------------------------------------- | ---------------------------------------------------- | ---------------------------------------------------- | ---------------------------------------------------- |
| 2016-2017                 | Sooners de l'Oklahoma     | 33                                                   | 18                                                   | 21,1                                                 | 37,9                                                 | 33,8                                                 | 81,1                                                 | 2,5                                                  | 0,8                                                  | 0,6                                                  | 0,2                                                  | 1,5                                                  | 1,9                                                  | 7,4                                                  |
| 2017-2018                 | Razorbacks de l'Arkansas  | Absente en raison des règles de transfert de la NCAA | Absente en raison des règles de transfert de la NCAA | Absente en raison des règles de transfert de la NCAA | Absente en raison des règles de transfert de la NCAA | Absente en raison des règles de transfert de la NCAA | Absente en raison des règles de transfert de la NCAA | Absente en raison des règles de transfert de la NCAA | Absente en raison des règles de transfert de la NCAA | Absente en raison des règles de transfert de la NCAA | Absente en raison des règles de transfert de la NCAA | Absente en raison des règles de transfert de la NCAA | Absente en raison des règles de transfert de la NCAA | Absente en raison des règles de transfert de la NCAA |
| 2018-2019                 | Razorbacks de l'Arkansas  | 37                                                   | 37                                                   | 33,1                                                 | 40,4                                                 | 35,1                                                 | 83,3                                                 | 4,3                                                  | 1,6                                                  | 1,3                                                  | 0,4                                                  | 2,3                                                  | 2,6                                                  | 20,5                                                 |
| 2019-2020                 | Razorbacks de l'Arkansas  | 32                                                   | 32                                                   | 32,3                                                 | 37,3                                                 | 32,7                                                 | 77,2                                                 | 4,8                                                  | 1,6                                                  | 1,5                                                  | 0,4                                                  | 1,8                                                  | 2,3                                                  | 16,9                                                 |
| 2020-2021                 | Razorbacks de l'Arkansas  | 27                                                   | 27                                                   | 32,3                                                 | 42,4                                                 | 38,7                                                 | 79,0                                                 | 3,9                                                  | 1,5                                                  | 1,5                                                  | 0,3                                                  | 2,6                                                  | 2,0                                                  | 22,3                                                 |
| Total : moyenne par match | Total : moyenne par match |                                                      |                                                      | 29,7                                                 | 39,8                                                 | 35,2                                                 | 80,3                                                 | 3,9                                                  | 1,4                                                  | 1,2                                                  | 0,3                                                  | 2,1                                                  | 2,2                                                  | 16,6                                                 |
| Totaux                    | Totaux                    | 129                                                  | 114                                                  | 3827                                                 | 668                                                  | 199                                                  | 612                                                  | 500                                                  | 176                                                  | 155                                                  | 39                                                   | 266                                                  | 286                                                  | 2147                                                 |

### En WNBA
| Gras/Meilleures performances | [ 14 ] |

#### En saison régulière
| Saison                    | Équipe                    | MJ | M5 | Min | %T   | %3   | %LF | Rb  | PD  | Int | Ctr | BP  | F   | Pts |
| ------------------------- | ------------------------- | -- | -- | --- | ---- | ---- | --- | --- | --- | --- | --- | --- | --- | --- |
| 2021                      | Wings de Dallas           | 14 | 0  | 4,6 | 17,6 | 20,0 | -   | 0,2 | 0,1 | 0   | 0,1 | 0,1 | 0,5 | 0,6 |
| Total : moyenne par match | Total : moyenne par match |    |    | 4,6 | 17,6 | 20,0 | -   | 0,2 | 0,1 | 0   | 0,1 | 0,1 | 0,5 | 0,6 |
| Totaux                    | Totaux                    | 14 | 0  | 64  | 3    | 2    | -   | 3   | 1   | 0   | 1   | 2   | 7   | 8   |

#### En playoffs
| Saison                    | Équipe                    | MJ | M5 | Min | %T | %3 | %LF | Rb | PD | Int | Ctr | BP | F | Pts |
| ------------------------- | ------------------------- | -- | -- | --- | -- | -- | --- | -- | -- | --- | --- | -- | - | --- |
| 2021                      | Wings de Dallas           | 1  | 0  | 1   | -  | -  | -   | 0  | 0  | 0   | 0   | 0  | 0 | 0   |
| Total : moyenne par match | Total : moyenne par match |    |    | 1   | -  | -  | -   | 0  | 0  | 0   | 0   | 0  | 0 | 0   |
| Totaux                    | Totaux                    | 1  | 0  | 1   | -  | -  | -   | 0  | 0  | 0   | 0   | 0  | 0 | 0   |